# La Crau
Pour l’article homonyme, voir Crau pour la plaine de la Crau.
La Crau est une commune française située dans le département du Var en région Provence-Alpes-Côte d'Azur. Elle s'inscrit dans la partie orientale de l'agglomération toulonnaise, en arrière des stations balnéaires d'Hyères et de Carqueiranne.

## Géographie

### Situation
Le territoire craurois occupe une partie de la dépression permienne, qui est une vaste plaine cultivable semée de pierres et de galets (une crau). Il est drainé par la partie sud du Gapeau, un fleuve côtier provençal dont la source se situe dans le massif de la Sainte-Baume. Plusieurs reliefs modestes boisés encadrent cette plaine, le massif des Maures à l'est et le massif des Maurettes, dont le mont Fenouillet, au sud. La Crau appartient depuis le 4 juillet 2009 à la communauté d'agglomération Toulon Provence Méditerranée, parmi les 10 premières agglomérations françaises.

### Communes limitrophes
| Cuers Solliès-Pont       | Cuers Pierrefeu-du-Var | Pierrefeu-du-Var Hyères |
| Solliès-Ville La Farlède | La Crau                | Hyères                  |
| La Garde                 | Carqueiranne           | Hyères                  |

### Les Hameaux
- Maraval
- Les Sauvans
- Les Martins
- Mesclans
- Les Avocats
- Les Goys Fourniers
- Gavary
- Les Tourraches
- Sigaloux
- La Tour sainte Anne
- Hameau De Notre Dame

### Géologie et relief
Plusieurs vallons et collets entourent les rivières qui traversent la commune. Le point culminant (291 m) se situe au sud du territoire ; la chapelle Notre-Dame du Fenouillet y est installée.

### Hydrographie et les eaux souterraines
Le Meige Pan et le ruisseau des Cougourdes se jettent dans le Réal Martin sur la commune de La Crau. Ce réseau fait l'objet d'un Schéma d’aménagement et de gestion des eaux (SAGE) du Gapeau.
Cours d'eau sur la commune ou à son aval :
- fleuve le Gapeau,
- rivière le Meige Pan,
- ruisseaux l'Eygoutier, de Lambert, le petit Réal, de Traversier, des Cougourdes,
- vallons des Châtaigniers, de Valbonne.

### Climat
Pour des articles plus généraux, voir Climat de Provence-Alpes-Côte d'Azur et Climat du Var.
En 2010, le climat de la commune est de type climat méditerranéen franc, selon une étude du Centre national de la recherche scientifique s'appuyant sur une série de données couvrant la période 1971-2000. En 2020, Météo-France publie une typologie des climats de la France métropolitaine dans laquelle la commune est exposée à un climat méditerranéen et est dans une zone de transition entre les régions climatiques « Provence, Languedoc-Roussillon » et « Var, Alpes-Maritimes ». 
Pour la période 1971-2000, la température annuelle moyenne est de 15 °C, avec une amplitude thermique annuelle de 14,8 °C. Le cumul annuel moyen de précipitations est de 779 mm, avec 6,8 jours de précipitations en janvier et 1,3 jours en juillet. Pour la période 1991-2020, la température moyenne annuelle observée sur la station météorologique de Météo-France la plus proche, « Hyères », sur la commune d'Hyères à 6 km à vol d'oiseau, est de 15,7 °C et le cumul annuel moyen de précipitations est de 668,8 mm. 
La température maximale relevée sur cette station est de 42,3 °C, atteinte le 7 juillet 1982 ; la température minimale est de −11 °C, atteinte le 8 janvier 1985,,. 
| Mois                                  | jan.           | fév.            | mars            | avril           | mai           | juin           | jui.            | août           | sep.          | oct.           | nov.          | déc.            | année     |
| ------------------------------------- | -------------- | --------------- | --------------- | --------------- | ------------- | -------------- | --------------- | -------------- | ------------- | -------------- | ------------- | --------------- | --------- |
| Température minimale moyenne (°C)     | 4,9            | 4,6             | 6,6             | 8,8             | 12,3          | 15,7           | 18,1            | 18,3           | 15,5          | 12,8           | 8,8           | 5,9             | 11        |
| Température moyenne (°C)              | 9,2            | 9,2             | 11,3            | 13,5            | 17,1          | 20,8           | 23,4            | 23,6           | 20,5          | 17,1           | 13            | 10,1            | 15,7      |
| Température maximale moyenne (°C)     | 13,6           | 13,8            | 16              | 18,1            | 21,9          | 25,8           | 28,8            | 29             | 25,4          | 21,4           | 17,1          | 14,3            | 20,4      |
| Record de froid (°C) date du record   | −11 08.01.1985 | −7,1 10.02.1986 | −5,9 06.03.1971 | −0,4 01.04.1975 | 1 01.05.1960  | 6,5 01.06.1986 | 9,9 01.07.1991  | 8,6 31.08.1986 | 6 15.09.1965  | 2,3 28.10.1980 | −2 23.11.1998 | −4,9 28.12.1962 | −11 1985  |
| Record de chaleur (°C) date du record | 23 19.01.07    | 23,3 03.02.20   | 25,9 19.03.1998 | 27,2 23.04.09   | 35,6 28.05.06 | 36,5 19.06.09  | 42,3 07.07.1982 | 37,8 05.08.17  | 36,5 05.09.16 | 29,7 09.10.12  | 25 06.11.13   | 23,9 12.12.1961 | 42,3 1982 |
| Précipitations (mm)                   | 73,7           | 51,2            | 44              | 55,2            | 39,5          | 36,6           | 7,8             | 14,4           | 57,9          | 105,1          | 108,6         | 74,8            | 668,8     |

| Diagramme climatique                                  |             |         |             |              |              |             |            |              |               |              |             |
| J                                                     | F           | M       | A           | M            | J            | J           | A          | S            | O             | N            | D           |
| 13,64,973,7                                           | 13,84,651,2 | 166,644 | 18,18,855,2 | 21,912,339,5 | 25,815,736,6 | 28,818,17,8 | 2918,314,4 | 25,415,557,9 | 21,412,8105,1 | 17,18,8108,6 | 14,35,974,8 |
| Moyennes : • Temp. maxi et mini °C • Précipitation mm |             |         |             |              |              |             |            |              |               |              |             |

Les paramètres climatiques de la commune ont été estimés pour le milieu du siècle (2041-2070) selon différents scénarios d'émission de gaz à effet de serre à partir des nouvelles projections climatiques de référence DRIAS-2020. Ils sont consultables sur un site dédié publié par Météo-France en novembre 2022.

### Voies de communications et transports

#### Réseau routier
La Crau est accessible par deux autoroutes : l'autoroute A57, sortie n° 6, à l'ouest, et par l'autoroute A570, sortie n° 7, au sud, dont l'aire de service « Saint Augustin » se trouve sur la commune. La route départementale RD98 suit cette dernière. Le centre-ville est traversé par la RD554 et la RD29.

#### Réseau ferroviaire
La gare de La Crau est sur la ligne de La Pauline-Hyères aux Salins-d'Hyères, qui s'embranche sur la ligne de Marseille-Saint-Charles à Vintimille (frontière). La gare TGV la plus proche est celle de Toulon.

#### Transports en commun
Des lignes de bus relient La Crau aux communes voisines :
- les lignes 23, 29 & 103, l'Appel bus 49 (AB49) de du réseau Mistral ;
- trois lignes départementales Zou ! Proximité 83 : 878 Saint-Tropez-Toulon, 849 Solliès-Pont - La Crau - Hyères

#### Transports aériens
Les aéroports les plus proches sont :
- Aéroport de Toulon-Hyères
- Aéroport de Marseille Provence
- Aéroport de Nice-Côte d'Azur
- Héliport de Monaco

## Histoire

### Préhistoire
Très tôt, la plaine de La Crau a été fréquentée par des chasseurs néolithiques, qui traquaient le gibier dans un milieu humide traversé par le Gapeau. Ils occupaient les abris sous roche du massif du Fenouillet et des contreforts des Maurettes et des Maures.

### Antiquité et Moyen Âge
Les Romains aménagèrent la plaine, traversée par une voie romaine importante qui franchissait le Gapeau sur un pont aujourd'hui disparu près de Notre-Dame. Les villas romaines étaient riches et produisaient en particulier de l'huile d'olive ; des fours de potiers fabriquaient des amphores et une fine céramique locale. Au Bas-Empire, pendant la période troublée des invasions barbares, un habitat plus facile à défendre se constitua au sommet du Fenouillet. La chapelle Notre-Dame-du-Fenouillet a été édifiée au Moyen Âge sur ce site.

### XIXe siècle
En 1853, après un demi-siècle de négociations, la commune de La Crau est créée par scission de la commune d'Hyères et adjonction du hameau de La Moutonne.

### Le canal Jean-Natte ou Béal d'Hyères
C'est l'édification d'un canal pour amener de l'eau aux futurs moulins d'Hyères qui fut à l'origine du réseau d'irrigation complexe du Béal de Jean Natte, avec sa prise d'eau sur le Gapeau.
À partir du XIVe siècle, se développa le terroir actuel, au centre de la plaine. Quelques gros domaines agricoles furent édifiés autour de la route entre La Garde et Pierrefeu, puis un village aux XVIIIe et XIXe siècles, doublé du gros hameau de La Moutonne, plus au sud. À cette époque, La Crau n'était qu'une dépendance de la ville d'Hyères (La Crau d'Hyères), tout comme La Londe-les-Maures et Carqueiranne.
C'est l'ingénieur Jean Natte et Rodulphe de Limans qui sont à l'origine de l'édification du canal du Béal. Conformément à la convention passée en 1458 entre les syndics et conseillers de la communauté d'Hyères et Jean Natte « de la rivière de Gènes » pour la construction d'un canal ou béal dérivé du Gapeau, canal destiné à faire tourner des moulins et à l'arrosage des jardins
. Pour établir cette prise d'eau, Jean Natte détourna le Gapeau sur de plus de 200 cannes (plus de 400 mètres) pour l'amener au lieu de la vanne actuelle.
Le canal devient un système stratégique ; ainsi, il est fortement réglé par des actes juridiques :
- 10 avril 1477 : transaction entre les syndics d'Hyères et Palamède de Forbin, seigneur de Solliès, qui ratifient la convention passée entre le sieur Beauval et le syndic des moulins le 31 mars 1459, autorisant le détournement et l'utilisation des eaux moyennant 100 florins[14].
- 16 mars 1463 : sur lettre du roi René portant exemption de tous impôts et droits royaux en faveur de Jean Natte et des frères Paulet et Limans[15].
- 30 mai 1648 : à la suite de nombreux conflits, est rédigé le premier règlement d'arrosage.
- 21 mars 1657 : le Parlement d'Aix homologue une délibération des consuls de la communauté portant sur les espensiers[16] illégaux et frappe les infractions d'amendes.
- 23 décembre 1669 : sentence du sénéchal d'Hyères.
- janvier 1684 : premier "rapport d'estime" (estimation) des biens immobiliers relatifs au canal Jean-Natte aussi appelé « canal des moulins »[17].

Les travaux commencèrent le 27 septembre 1453. Le canal en pierre et mortier encore visible fut totalement achevé en 1632, sous le règne du roi Louis XIII. Au cours du siècle suivant, il fut renforcé de structures en contreforts – les Arquets (qui ont donné leur nom à un quartier de la ville) –, de canaux secondaires et d'écluses de pierre et non plus de bois. Les aménagements du Gapeau, dont deux barrages édifiés en grosses roches taillées reliées par des crampons de fer, peuvent encore être admirés, ainsi que les prises d'eau fermées par des pelles coulissantes.
Un grand lavoir fut édifié sur les rives du canal, utilisé jusque dans les années 1960.
Aujourd'hui, ses eaux sont toujours utilisées par les arrosants réunis par une ASL, l'ASILAC Jean NATTE contribuant ainsi à la ré-alimentation des nappes phréatiques des différentes communautés.

## Politique et administration

### Liste des maires
En 2011, le maire Christian Simon mobilise 200 citoyens de La Crau, en s’inspirant de la disposition de la loi LOPSSI 2 créant les milices citoyennes, afin de rapporter les actes délictueux et d’incivisme[réf. souhaitée].
Christian Simon exerce les fonctions de Secrétaire général, Maire de La Crau, Vice-Président de Toulon Provence Méditerranée, Conseiller Régional Provence Alpes-Côte d’Azur.

### Tendances politiques et résultats

#### Élections municipales

##### Élection municipale de 2020
| Tête de liste Christian Simon | Tête de liste Christian Simon | Liste | voix  | %     | sièges |
| Tête de liste Christian Simon | Tête de liste Christian Simon |       | 5 112 | 87,04 | 31     |

##### Élection municipale de 2014
|                          | Christian Simon *  | UMP-UDI        | 5 396  | 60,93  | 27 | 3 |  |  |
|                          | Aline Renck-Guigue | FN             | 1 595  | 18,01  | 3  |   |  |  |
|                          | René Millot        | DVG            | 1 012  | 11,42  | 2  |   |  |  |
|                          | André Arnoux       | DVD            | 852    | 9,62   | 1  |   |  |  |
|                          |                    |                |        |        |    |   |  |  |
| Inscrits                 | Inscrits           | Inscrits       | 13 426 | 100,00 |    |   |  |  |
| Abstentions              | Abstentions        | Abstentions    | 4 410  | 32,85  |    |   |  |  |
| Votants                  | Votants            | Votants        | 9 016  | 67,15  |    |   |  |  |
| Blancs et nuls           | Blancs et nuls     | Blancs et nuls | 161    | 1,79   |    |   |  |  |
| Exprimés                 | Exprimés           | Exprimés       | 8 855  | 98,21  |    |   |  |  |
| * Liste du maire sortant |                    |                |        |        |    |   |  |  |

##### Élection municipale de 2008
| Tête de liste  | Tête de liste       | Liste          | Premier tour | Premier tour | Second tour | Second tour | Sièges | Sièges |
| Tête de liste  | Tête de liste       | Liste          | Voix         | %            | Voix        | %           | CM     |        |
| -------------- | ------------------- | -------------- | ------------ | ------------ | ----------- | ----------- | ------ | ------ |
|                | Christian Simon     | UMP            | 3 143        | 40,65        | 3 390       | 41,60       | 24     |        |
|                | Jean-Pierre Sabathé | DVD            | 2 618        | 33,86        | 3 241       | 39,77       | 6      |        |
|                | Jean Codomier       | DVG            | 1 970        | 25,48        | 1 518       | 18,63       | 3      |        |
|                |                     |                |              |              |             |             |        |        |
| Inscrits       | Inscrits            | Inscrits       | 12 128       | 100,00       | 12 128      | 100,00      |        |        |
| Abstentions    | Abstentions         | Abstentions    | 4 144        | 34,17        | 3 804       | 31,37       |        |        |
| Votants        | Votants             | Votants        | 7 984        | 65,83        | 8 324       | 68,63       |        |        |
| Blancs et nuls | Blancs et nuls      | Blancs et nuls | 253          | 2,09         | 175         | 1,44        |        |        |
| Exprimés       | Exprimés            | Exprimés       | 7 731        | 63,75        | 8 149       | 67,19       |        |        |

##### Élection municipale de 2001
| Tête de liste            | Tête de liste       | Liste          | Premier tour | Premier tour | Second tour | Second tour | Sièges | Sièges |
| Tête de liste            | Tête de liste       | Liste          | Voix         | %            | Voix        | %           | CM     |        |
| ------------------------ | ------------------- | -------------- | ------------ | ------------ | ----------- | ----------- | ------ | ------ |
|                          | Gérard Simon*       | RPF            | 2 816        | 46,10        | 3 390       | 52,79       | -      |        |
|                          | Jean-Pierre Sabathé | RPR            | 1 661        | 27,19        | 1 806       | 28,12       | -      |        |
|                          | Gilbert Roux        | PS             | 1 176        | 19,25        | 1 226       | 19,09       | -      |        |
|                          | M. Cottone          | DVD            | 456          | 7,46         |             |             |        |        |
|                          |                     |                |              |              |             |             |        |        |
| Inscrits                 | Inscrits            | Inscrits       | 9 830        | 100,00       | 9 832       | 100,00      |        |        |
| Abstentions              | Abstentions         | Abstentions    | 3 390        | 34,49        | 3 188       | 32,42       |        |        |
| Votants                  | Votants             | Votants        | 6 440        | 65,51        | 6 644       | 67,58       |        |        |
| Blancs et nuls           | Blancs et nuls      | Blancs et nuls | 331          | 3,37         | 222         | 2,26        |        |        |
| Exprimés                 | Exprimés            | Exprimés       | 6 109        | 62,15        | 6 422       | 65,32       |        |        |
| * Liste du maire sortant |                     |                |              |              |             |             |        |        |

### Jumelages
| [[Image:\|280px\|Localisation des villes jumelées avec La Crau.]] La Crau Villeneuve (Vaud) Rosà |

La Crau est jumelée avec deux villes européennes :
- Villeneuve (Vaud) (Suisse) depuis 1987 ;
- Rosà (Italie) depuis 2006.

### Politique environnementale
Afin d'améliorer l'environnement, un plan de collecte, avec tri sélectif (comprenant déchets verts et encombrants) a été mis en place par la municipalité. Ce plan est couplé avec la déchèterie de l'Estagnol.
La commune dispose d'une station d'épuration de 80 600 Équivalent-habitant.

### Services publics

#### Équipements sportifs
Plusieurs complexes sportifs sont à la disposition des habitants de La Crau, dans diverses disciplines :
- Complexe Louis-Palazy : football, tennis, basket-ball.
- Complexe sportif du Fenouillet : gymnastique, dojo et bureaux des associations sportives de la ville.
- Stade de l'Oasis.
- Stade de l'Estagnol.
- Complexe sportif de l'Estagnol : fitness, arts martiaux, escalade, musculation.
- Salle Parnaud : tennis de table et boxe.
- Stade nautique : Optimist, catamaran, kayak.

#### Équipements culturels
Trois espaces culturels permettent l'organisation de manifestations, et la gestion locales des associations : l'Espace culturel Jean-Paul Mauric, l'Espace Pluriel et la Maison des associations.

## Urbanisme

### Typologie
Au 1er janvier 2024, La Crau est catégorisée centre urbain intermédiaire, selon la nouvelle grille communale de densité à sept niveaux définie par l'Insee en 2022.
Elle appartient à l'unité urbaine de Toulon, une agglomération inter-départementale regroupant 27  communes, dont elle est une commune de la banlieue,,. Par ailleurs la commune fait partie de l'aire d'attraction de Toulon, dont elle est une commune de la couronne,. Cette aire, qui regroupe 35 communes, est catégorisée dans les aires de 200 000 à moins de 700 000 habitants,.

### Occupation des sols
L'occupation des sols de la commune, telle qu'elle ressort de la base de données européenne d’occupation biophysique des sols Corine Land Cover (CLC), est marquée par l'importance des territoires agricoles (54 % en 2018), en diminution par rapport à 1990 (63 %). La répartition détaillée en 2018 est la suivante : 
cultures permanentes (33,5 %), forêts (23,1 %), zones agricoles hétérogènes (17,7 %), zones urbanisées (15,5 %), milieux à végétation arbustive et/ou herbacée (5,4 %), terres arables (2,8 %), zones industrielles ou commerciales et réseaux de communication (2 %). L'évolution de l’occupation des sols de la commune et de ses infrastructures peut être observée sur les différentes représentations cartographiques du territoire : la carte de Cassini (XVIIIe siècle), la carte d'état-major (1820-1866) et les cartes ou photos aériennes de l'IGN pour la période actuelle (1950 à aujourd'hui).

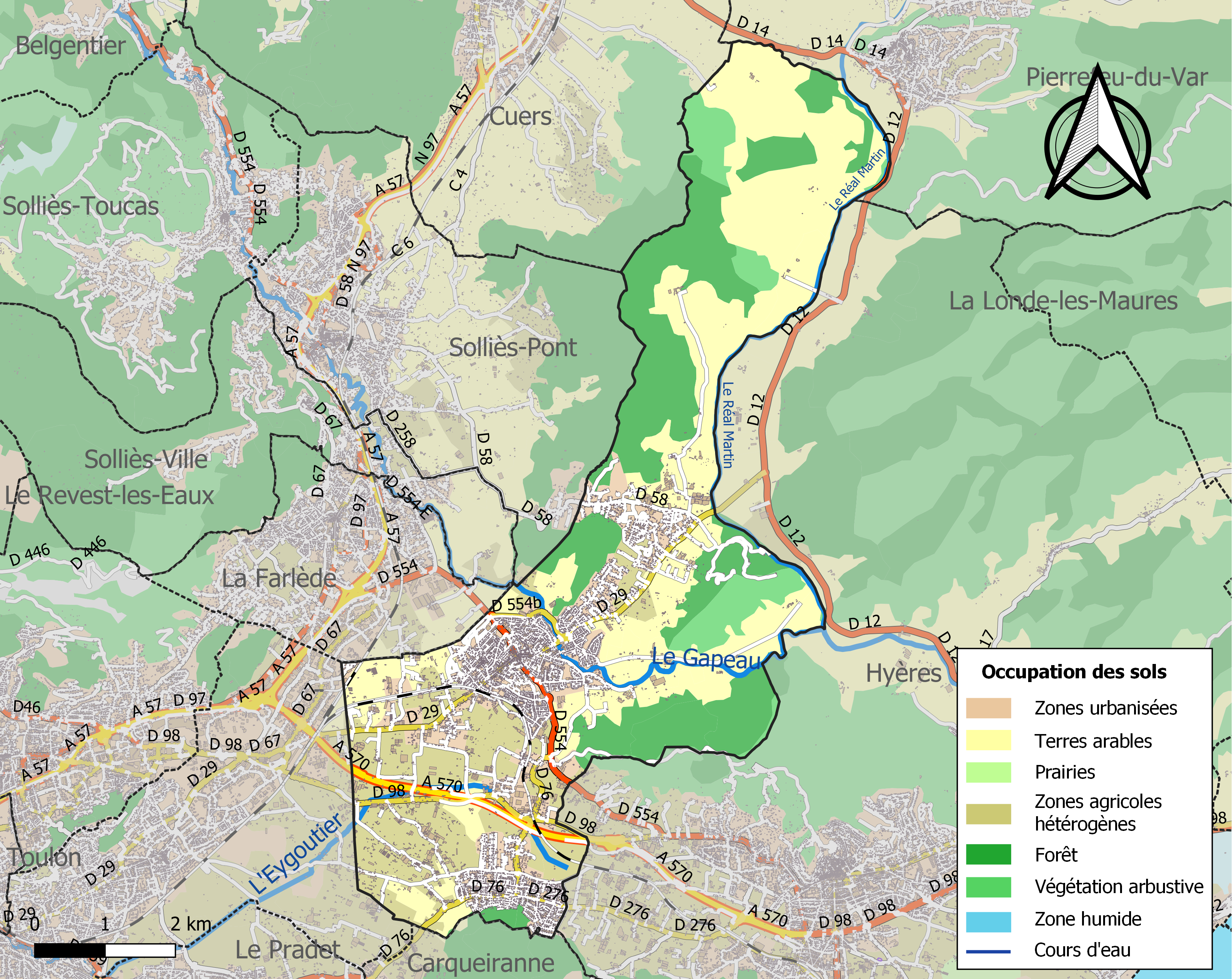
Carte des infrastructures et de l'occupation des sols de la commune en 2018 (CLC).

#### Plan local d'urbanisme
La commune dispose d'un plan local d'urbanisme.

#### Logement social
La Crau n'ayant pas réalisé l’objectif fixé par l’État en matière de logement social, la préfecture a prononcé « la carence » et fixé un taux de majoration de pénalité à 200 %. Cependant, le tribunal administratif de Toulon a ramené la pénalité à 150 % à la suite de l'argumentation fondée de Christian Simon, maire de la commune.

## Population et société

### Démographie
L'évolution du nombre d'habitants est connue à travers les recensements de la population effectués dans la commune depuis 1856. Pour les communes de plus de 10 000 habitants les recensements ont lieu chaque année à la suite d'une enquête par sondage auprès d'un échantillon d'adresses représentant 8 % de leurs logements, contrairement aux autres communes qui ont un recensement réel tous les cinq ans,.

En 2022, la commune comptait 19 416 habitants, en évolution de +8,35 % par rapport à 2016 (Var : +4,98 %, France hors Mayotte : +2,11 %).
| 1856  | 1861  | 1866  | 1872  | 1876  | 1881  | 1886  | 1891  | 1896  |
| ----- | ----- | ----- | ----- | ----- | ----- | ----- | ----- | ----- |
| 2 381 | 2 553 | 2 634 | 2 730 | 2 745 | 2 891 | 3 047 | 3 028 | 3 187 |

| 1901  | 1906  | 1911  | 1921  | 1926  | 1931  | 1936  | 1946  | 1954  |
| ----- | ----- | ----- | ----- | ----- | ----- | ----- | ----- | ----- |
| 3 321 | 3 316 | 3 341 | 3 036 | 3 257 | 3 483 | 3 843 | 3 993 | 4 280 |

| 1962  | 1968  | 1975  | 1982  | 1990   | 1999   | 2006   | 2011   | 2016   |
| ----- | ----- | ----- | ----- | ------ | ------ | ------ | ------ | ------ |
| 4 802 | 5 308 | 5 772 | 8 877 | 11 257 | 14 509 | 15 798 | 16 855 | 17 920 |

| 2021   | 2022   | - | - | - | - | - | - | - |
| ------ | ------ | - | - | - | - | - | - | - |
| 19 179 | 19 416 | - | - | - | - | - | - | - |

En 1856, lors du premier recensement de la commune, la population du hameau de La Moutonne ne dépassait pas 300 habitants (soit 292 habitants dans 76 foyers) ; actuellement, c'est une petite ville de près de 4 000 habitants, comptant une mairie annexe.

### Enseignement
La Crau fait partie de l'académie de Nice. La commune dispose de quatre écoles maternelles, quatre écoles primaires, et un collège.

### Santé
Les professionnels de santé sont bien représentés à La Crau. En plus des dix-neuf médecins généralistes installés sur la commune, un centre de SOS médecins est implanté non loin, à La Valette-du-Var. L’hôpital le plus proche est le Centre hospitalier intercommunal Toulon-La Seyne-sur-Mer à La Garde, et à Toulon.

### Cultes
La paroisse catholique de La Crau dépend du diocèse de Fréjus-Toulon, doyenné de Cuers.

## Économie
Le village de La Crau est resté longtemps un centre de viticultures, partagé entre d'importants domaines et une cave coopérative vinicole. La commune produit également des fruits (figue de Solliès), des fleurs et des légumes (artichauts, pommes de terre…).
Progressivement, la commune s'est urbanisée et industrialisée, à l'extrémité est de la zone industrielle Toulon-Est, en particulier autour de Gavarry. C'est également un centre touristique assez recherché, un peu à l'écart des fortes densités de la côte.

### Revenus de la population et fiscalité
Le revenu fiscal moyen des foyers de La Crau, en 2009, est de 23 766 €. 58,7 % des ménages sont imposables.
Chiffres clés Revenus et pauvreté des ménages en 2015 : médiane en 2015 du revenu disponible, par unité de consommation : 21 766 €.
| Taxe                                                | Part communale | Part intercommunale | Part départementale | Part régionale |
| --------------------------------------------------- | -------------- | ------------------- | ------------------- | -------------- |
| Taxe d'habitation (TH)                              | 16,10 %        | 1,70 %              | 6,52 %              | 0,00 %         |
| Taxe foncière sur les propriétés bâties (TFPB)      | 21,34 %        | 2,35 %              | 7,88 %              | 2,36 %         |
| Taxe foncière sur les propriétés non bâties (TFPNB) | 67,50 %        | 5,74 %              | 24,85 %             | 8,85 %         |
| Cotisation foncière des entreprises (ex-TP)         | 0,00 %*        | 34,27 %             | 0,00 %              | 0,00 %         |

### Budget et fiscalité 2020
En 2020, le budget de la commune était constitué ainsi :
- total des produits de fonctionnement : 18 088 000 €, soit 967 € par habitant ;
- total des charges de fonctionnement : 16 444 000 €, soit 879 € par habitant ;
- total des ressources d'investissement : 7 725 000 €, soit 413 € par habitant ;
- total des emplois d'investissement : 7 133 000 €, soit 381 € par habitant ;
- endettement : 9 825 000 €, soit 525 € par habitant.

Avec les taux de fiscalité suivants :
- taxe d'habitation : 16,13 % ;
- taxe foncière sur les propriétés bâties : 21,34 % ;
- taxe foncière sur les propriétés non bâties : 67,50 % ;
- taxe additionnelle à la taxe foncière sur les propriétés non bâties : 0,00 % ;
- cotisation foncière des entreprises : 0,00 %.

Chiffres clés Revenus et pauvreté des ménages en 2018 : médiane en 2018 du revenu disponible, par unité de consommation : 23 470 €.

### Emploi
Avec un taux de chômage de 6,7 % en 2009, la population active ayant un emploi est de 7 758 personnes. Mais le nombre d'emplois sur la commune n'est que de 3 331 postes. Bon nombre d'actifs, salariés (au total de 2 459 habitants de La Crau) ou non (travailleurs indépendants, agriculteurs, chefs d'entreprises) doivent se rendre dans les zones d'emploi limitrophes.

### Entreprises et commerces
Le marché hebdomadaire a lieu tous les mercredis et dimanches. En plus de la présence de commerces de proximité nombreux, plusieurs supermarchés sont implantés sur la commune.

### Agriculture
L'agriculture actuelle est plus tournée vers les productions viticoles et oléïcoles. La commune fait partie de la zone de production de l'Huile d'olive de Provence AOC, des vins Maures (IGP) et Côtes-de-provence. La cave coopérative de La Crau, dont les bâtiments sont inscrits sur l'inventaire complémentaire des monuments historiques, a commencé ses activités en 1913. En 1998, la cave a fusionné avec celle de Solliès-Pont.

### Tourisme
La Crau dispose de plusieurs atouts touristiques : son emplacement proche du littoral méditerranéen, permettant un tourisme estival, avec des activités de plein air, comme l'accrobranche ; sa proximité avec des sites recherchés, comme la presqu'île de Giens, Toulon, Saint-Tropez, Porquerolles. L'hébergement touristique sur la commune est essentiellement représenté par deux campings, trois et quatre étoiles.

## Lieux et monuments
Patrimoine religieux :
- Église Notre-Dame-de-la-Visitation de La Crau ; consacrée en 1848 ; cloches de 1641[57], 1662[58] et 1701[59] ;
- Chapelle Notre-Dame-de-Bon-Secours, plus communément appelée Notre-Dame du Fenouillet, sur la colline du Fenouillet[60],[61] . La croix au sommet du Mont fenouillet fut érigée en 1887[62],[63] ;
- Chapelle Sainte-Dominique de La Moutonne, érigée en 1876[64] ;
- Monument aux morts[65],[66].

Patrimoine civil :
- Canal Jean-Natte ou Béal : Construction historique, sociale et économique toujours en fonction. Construit vers 1450, il est à l'origine de l'édification de la ville. En Provence, on dit "l'aigo es d'or" (l'eau est or) ; on peut par cette expression mesurer l'importance de cette construction au fil des siècles. Sa prise d'eau sur le Gapeau constitue un véritable tour de force et transporte son visiteur vers une référence peu conventionnelle. Sur son passage nous pouvons observer ici et là des ouvrages remarquables, plus ou moins mis en valeur, comme les lavoirs, les ponts et aqueducs… L'Association syndicale intercommunale des arrosants du Canal Jean-Natte gère avec la mairie son fonctionnement.
- bourg castral de la Roquette d'Hyères, lieu-dit Rocher de Quatre Ans, inscrit à l'Inventaire général du patrimoine culturel[67].
- bourg castral, lieu-dit le Counillier, inscrit à l'Inventaire général du patrimoine culturel[68].
- Le château du domaine de la Castille[69],[70].
- Coopérative agricole dite distillerie coopérative La Varoise[71], coopérative agricole et distillerie du quartier des Levades, inscrit à l'Inventaire général du patrimoine culturel[72].
- Coopérative vinicole La Travailleuse[73], coopérative viticole du quartier des Levades, inscrit à l'Inventaire général du patrimoine culturel[74].

## Culture locale et patrimoine

### Patrimoine environnemental
On trouve sur le territoire de la commune, trois zones naturelles d'intérêt écologique, faunistique et floristique (ZNIEFF), toutes continentales de type 2, une intégralement et deux en partie :
- la zone humide de l'Estagnol, située intégralement sur la commune[75]. D'une superficie de 26,11 ha, la zone humide d'eau douce, abrite différentes plantes, telles que la jacinthe de Rome (Bellevalia romana), inscrite sur livre rouge en tant qu'espèce prioritaire, la renoncule à feuilles d'Ophioglosse (Ranunculus ophioglossifolius), l'œnanthe fistuleuse (Oenanthe fistulosa) ou encore l'alpiste paradoxal (Phalaris paradoxa)[76]. L'aristoloche à feuilles rondes (Aristolochia rotunda), pante hôte du papillon diane, y a été observée[77]. L'orchis des marais (Orchis laxiflora subsp. palustris) et l'oenanthe à fruits globuleux (Oenanthe globulosa) y sont également suspectées[75], tandis que la très rare Bellevalie à trois feuilles (Bellevalia trifoliata) pourrait également y être présente[76]. Pour la faune, le site présente un intérêt certain pour les oiseaux, nicheurs comme migrateurs. Ainsi, des données anciennes (années 1970) mentionnent du guêpier d'Europe (Merops apiaster), de la rousserolle turdoïde (Acrocephalus arundinaceus), du torcol fourmilier (Jynx torquilla) ou encore du bruant proyer (Emberiza calandra). D'un point de vue herpétologique, en 2007 et 2008, l'association Reptil'Var a recensé six espèces de reptiles, la couleuvre de Montpellier (Malpolon monspessulanus), la couleuvre à collier (Natrix natrix), la tarente de Maurétanie (Tarentola mauritanica), le lézard des murailles (Podarcis muralis), le lézard vert occidental (Lacerta bilineata) et la rare cistude d'Europe (Emys orbicularis), inscrite sur liste rouge, ainsi que cinq espèces d'amphibiens sur la zone, la grenouille rieuse (Pelophylax ridibundus), la grenouille agile (Rana dalmatina), le crapaud commun (Bufo bufo), la rainette méridionale (Hyla meridionalis) et le pélodyte ponctué (Pelodytes punctatus)[78]. Enfin, en entomologie, le thècle de l'orme (Satyrium w-album), espèce peu commune dans le département, est mentionné sur le site en 2008[75]. Cependant, le site est fortement menacé par l'urbanisation et l’artificialisation, ayant été en grande partie comblé en 2007 et 2008[78], à la suite d'une modification du PLU de la commune[79], détruisant une grande partie des zones d’intérêt[75].

### Personnalités liées à la commune
- Auguste Arribat (1879-1963), prêtre catholique français, Juste parmi les nations, vénérable.
- Pierre Anfosso, peintre français.
- Stéphane Mifsud, champion du monde d'apnée.
- François Philippe, Compagnon de la Libération, mort pour la France à La Crau pendant la libération de Toulon, inhumé dans la commune.
- Serge Quadruppani, écrivain.
- Louis Rubaud (1917-1990), maître fusilier marin, compagnon de la Libération, ayant participé à la libération de La Crau, et y ayant pris sa retraite[80],[81].
- René Troin, auteur.

### Blasonnement
| Blason de La Crau | Blasonnement : D'argent au cep tigé et feuillé de sinople, fruité de gueules; au franc-canton d'azur chargé d’un soleil d'or. Blasonnement retenu par la commune (site armorialdefrance). |

### Manifestations culturelles et festivités
Les deux manifestations culturelles principales de La Crau sont le festival de théâtre amateur « Amathéa », en mars, et le « Grand prix de la peinture et de la sculpture de la ville » en novembre.